# Pipkrake

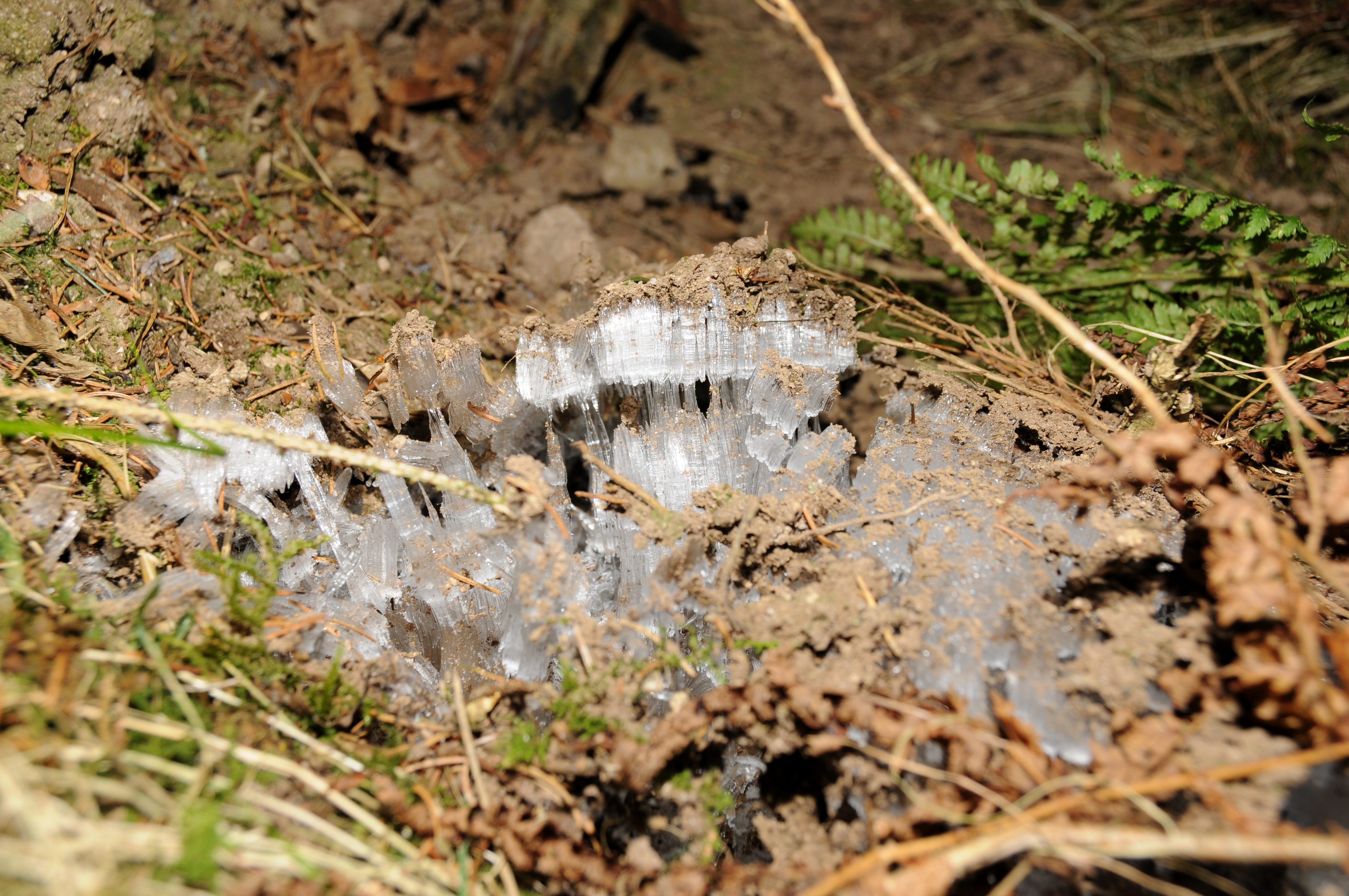
Pipkrake som trycker upp jordpartiklar

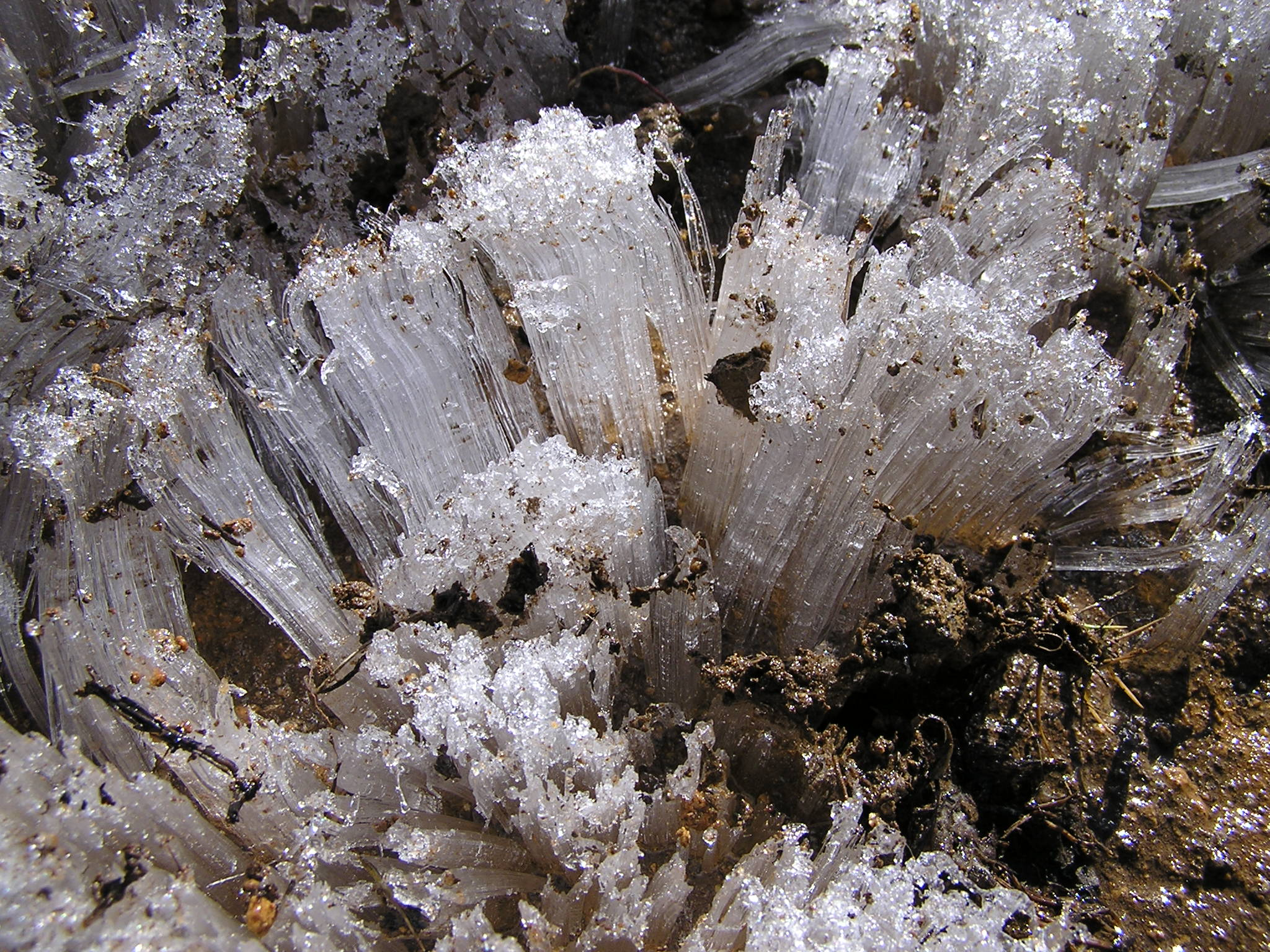
Pipkrake i Shiga Kogen, Japan

Pipkrake är ett fenomen som kan inträffa på marken, när markytans jord har en temperatur över 0 °C, men dess yttemperatur är lägre än 0 °C. Kapillärkrafter kan då tvinga fuktigheten under jord upp på markytan.

## Etymologi
"Pipkrake" är bildat av svenska pipa och krake (av klake) och sägs vara myntat år 1907 av Henrik Hesselman, i brist på annat svenskt uttryck.
På engelska finns alternativen needle ice och frost column, det senare analogt med det japanska uttrycket shimobashira som betyder 'frostpelare'.

## Fenomenologi
Isnålarna är typiskt några få centimeter långa. När de växer till kan de lyfta eller trycka iväg små jordpartiklar. På sluttande ytor kan pipkrake vara en faktor som bidrar till solifluktion, jordkrypning.
På växter, framför allt döda, kan andra liknande fenomen uppträda, "bandis" och "håris".